# Entophlyctis
Entophlyctis är ett släkte av svampar. Entophlyctis ingår i familjen Endochytriaceae, ordningen Chytridiales, klassen Chytridiomycetes, divisionen pisksvampar och riket svampar.
|              | Nephrochytrium |
|              | |
| Entophlyctis | \| \| Entophlyctis confervae-glomeratae \| \| \| \| \| \| Entophlyctis texana \| \| \| \| \| \| Entophlyctis crenata \| \| \| \| \| \| Entophlyctis lobata \| \| \| \| \| \| Entophlyctis molesta \| \| \| \| \| \| Entophlyctis luteolus \| \| \| \| \| \| Entophlyctis cienkowskiana \| \| \| \| \| \| Entophlyctis apiculata \| \| \| \| \| \| Entophlyctis bulbigera \| \| \| \| |
|              | \| \| Entophlyctis confervae-glomeratae \| \| \| \| \| \| Entophlyctis texana \| \| \| \| \| \| Entophlyctis crenata \| \| \| \| \| \| Entophlyctis lobata \| \| \| \| \| \| Entophlyctis molesta \| \| \| \| \| \| Entophlyctis luteolus \| \| \| \| \| \| Entophlyctis cienkowskiana \| \| \| \| \| \| Entophlyctis apiculata \| \| \| \| \| \| Entophlyctis bulbigera \| \| \| \| |
|              | Catenochytridium |
|              | |
|              | Diplophlyctis |
|              | |
|              | Endochytrium |
|              | |
|              | Canteria |
|              | |
|              | Allochytridium |
|              | |
|              | Truittella |
|              | |
|              | Endocoenobium |
|              | |
|              | Mitochytridium |
|              | |
|              | Entophlyctis confervae-glomeratae |
|              | |
|              | Entophlyctis texana |
|              | |
|              | Entophlyctis crenata |
|              | |
|              | Entophlyctis lobata |
|              | |
|              | Entophlyctis molesta |
|              | |
|              | Entophlyctis luteolus |
|              | |
|              | Entophlyctis cienkowskiana |
|              | |
|              | Entophlyctis apiculata |
|              | |
|              | Entophlyctis bulbigera |
|              | |

|  | Entophlyctis confervae-glomeratae |
|  |                                   |
|  | Entophlyctis texana               |
|  |                                   |
|  | Entophlyctis crenata              |
|  |                                   |
|  | Entophlyctis lobata               |
|  |                                   |
|  | Entophlyctis molesta              |
|  |                                   |
|  | Entophlyctis luteolus             |
|  |                                   |
|  | Entophlyctis cienkowskiana        |
|  |                                   |
|  | Entophlyctis apiculata            |
|  |                                   |
|  | Entophlyctis bulbigera            |
|  |                                   |